# Freek Neirynck
Freek Neirynck (Tielt, 10 oktober 1949 – Oostende, 19 december 2019) was een Vlaams toneelregisseur, journalist, acteur en schrijver. Hij was betrokken bij de organisatie van heel wat toneelstukken en festivals in Vlaanderen. 
Daarnaast schreef hij ook scenario's voor verhalen en strips. Zijn werk is vaak sociaal geëngageerd en heeft veel nationale en internationale erkenning gekregen. 

## Biografie
Freek Neirynck werd in 1949 geboren in het West-Vlaamse Tielt. Toen hij één jaar oud was verhuisde hij met zijn ouders naar Gent, meer bepaald naar de Brugse Poort. Neirynck is zich zijn hele leven lang "adoptief Gentenaar" blijven noemen. 
Neirynck richtte in 1970 het experimentele theatergezelschap "Toneellaboratorium" op. In 1971 richtte hij het amateurgezelschap "Toneelboetiek" op, waarin onder andere Daan Hugaert, Geertrui Daem, Jan Temmerman speelden. Hij stond er zowel in als acteur, schrijver als regisseur. 
In 1973 werd hij door Luk De Bruyker van het Marionettentheater Taptoe gevraagd om de regie van zijn stukken te verzorgen. Twee jaar later werd Neirynck er ook acteur en tegen 1978 stond hij in voor de artistieke leiding. Hij zou deze functie tot 2003 blijven vervullen. 
Onder zijn leiding werd Taptoe in 1994, 1995 en 1997 uitgeroepen tot Cultureel Ambassadeur van Vlaanderen omwille van zijn succes in 28 landen. 
Hij was ook regisseur voor Créa Théâtre in Doornik, Leikebrudutheater in Reykjavik (IJsland), PPpuppets in Nairobi (Kenia), Papilote in Matanzas (Cuba), Teatro Norma in Caracas (Venezuela) en verzorgde historische producties in opdracht van steden als Gent, Willebroek en Brussel. 
In 1975 begon Neirynck in opdracht van de stad Gent tijdens de Gentse Feesten een reeks middaggesprekken te leiden in het kader van het festival van het amateurtheater. Het initiatief begon in 1975 onder de naam "Literair aperitief" en werd herdoopt - vanaf 1981 - tot "Artistiek Aperitief". In 2006 trok hij zich, na méér dan 300 publieke interviews, terug als gespreksleider en werd opgevolgd door Nico Burssens.
Enkele van zijn toneelstukken zijn biografisch. Hij lanceerde de naam 'biodrama' om het genre aan te duiden. Zo voerde hij onder meer de levens van fotopapier- en bakelietuitvinder Leo Baekeland, internationale operavedette Vina Bovy, socialistisch voorman Edward Anseele en enkele Gentse volksfiguren (De Rôaste Wassger, Pruuke Dossche, Lène Maréchal...) op. 
In 1989 richtte hij het Europees Figurentheatercentrum (EFTC) en het International Puppetbuskersfestival op, waarvan hij ook 15 jaar lang de functies van afgevaardigd beheerder en artistiek coördinator uitoefende. 
In 1993 richtten hij en Luk De Bruyker het gezelschap "'t Spelleke van de Drei Kluite van Pierke Pierlala" op. Hiervoor schreven ze meer volkse en politiek-satirische toneelstukken in het dialect. Neirynck staat eigenhandig in voor de teksten van Pierke Pierlala en noemt zich daarom "tekstfoernisseur".
Freek Neirynck overleed einde 2019 in het Oostendse Damiaanziekenhuis, na een ziekte.

## Andere activiteiten
Neirynck was onder meer journalist voor de bladen "Vooruit", Knack, KRO-gids, de Provinciale Zeeuwse Courant en voor de  VRT. In 2007 verscheen het boek Boon(tje) en ik op Dagblad Vooruit van Freek Neirynck (ISBN 978-9079048212), waarin hij gedetailleerd de periode beschrijft waarin hij werkte op de redactie. Hij schreef ook recensies over toneelstukken en boeken.
Zijn méér dan 80 toneelstukken werden buiten België en Nederland in 28 landen gespeeld, maar hij schreef ook kinderboeken, essays, cursiefjes als stripscenario's. Soms publiceerde hij onder de pseudoniemen "Straatloper" en "Amaat Heur". Daarnaast schreef hij mee aan de scripts voor het radiohoorspel 't Koekoeksnest en de tv-reeks Alfa Papa Tango van de toenmalige BRT. 
Neirynck was voorzitter van de kunstenaarsvereniging Honest Arts Movement (HAM), ondervoorzitter en ambassadeur van de Gentsche Sosseteit (deze vereniging promoot het Gentse dialect) en zetelde in de algemene vergadering van het Europees Figurentheatercentrum Gent.  
Hij heeft internationale erkenning gekregen voor zijn rol als organisator van festivals en figurentheatercommissies. 
In 2006 richtten hij en Sofie De Wulf een steunproject aan het gemeenschapstheater in Oost-Cuba op.

## Theaterwerk
- Hé, harlekijn, je touwtjes zijn los (1975)
- De Rôaste Wassger (1976) (met Romain Deconinck, ook uitgegeven als stripverhaal)
- Thomas zit te dromen in de klas (1981)
- Lène Maréchal, de revue van een proeverigge (1983)
- Vina Bovy, de pêle-mêle van een operadiva" (1984)
- Karel ende Elegast (1987)
- Vader Anseele (1987)
- Hemel! (1991) (met Daniël Billiet)
- Genoveva zoo kuisch, zoo pure (1998)

## Prijzen
- Neirynck heeft tijdens zijn leven vele prijzen gewonnen voor zijn literair en toneelwerk:
- Louis Paul Boonprijs (1976) (voor zijn ganse oeuvre)
- Paul De Mont Prijs voor toneel (1977) (voor het stuk "Hé, Harlekijn, je touwtjes zijn los.")
- Koninklijk Landjuweel voor Poppenspel
- Wim Verbeke-prijs voor Jeugdtheater (1983)
- West-Vlaamse Provinciale Prijs (1985) (voor zijn cursiefjes)
- Letterkundige Prijs van Gent (1987) (voor "Vader Anseele")
- Sirena d' Oro (2001), hoogste onderscheiding voor figurentheaterdramaturgie. Hij kreeg de prijs twee jaar later dan Nobelprijswinnaar Dario Fo.

## Trivia
- Neirynck lanceerde de term "biodrama" om biografische toneelstukken aan te duiden.
- Hij speelt de slechterik in het Nero stripalbum "De Wraak van de Grote Clo" (1977).